# Liro (Como)
Il Liro è un torrente della Provincia di Como.

## Idrografia
Nasce dal monte Marmontana, presso il confine con la Svizzera, forma la Val San Iorio, che percorre per 16 km, e si immette da destra nel lago di Como a Gravedona.
A valle della località Piaghedo raccoglie le acque discendenti dai monti Pizzo Campanile e Pizzo dello Stagn (alternativamente conosciuto come Monte Cardinello). Sebbene tale torrente sia, alla confluenza, più lungo del Liro, non da il proprio nome al Fiume (anche perché, tale corso d'acqua, non ha un nome ufficialmente riconosciuto, tanto da apparire senza denominazione nella quasi totalità delle mappe).
Il conoide alluvionale, che forma in prossimità della foce,  uniformandosi a quelli formati dall'Albano e dal Livo, forma una area piana fra le più ampie fra quelle sulle rive del Lario occidentale. Questa ha come punti estremi, la frazione di Arbosto (Domaso) a Nord e il territorio di Dongo a Sud, "allargandosi" per circa 7 km.